# Terellia
Terellia är ett släkte av tvåvingar. Terellia ingår i familjen borrflugor.

## Bildgalleri

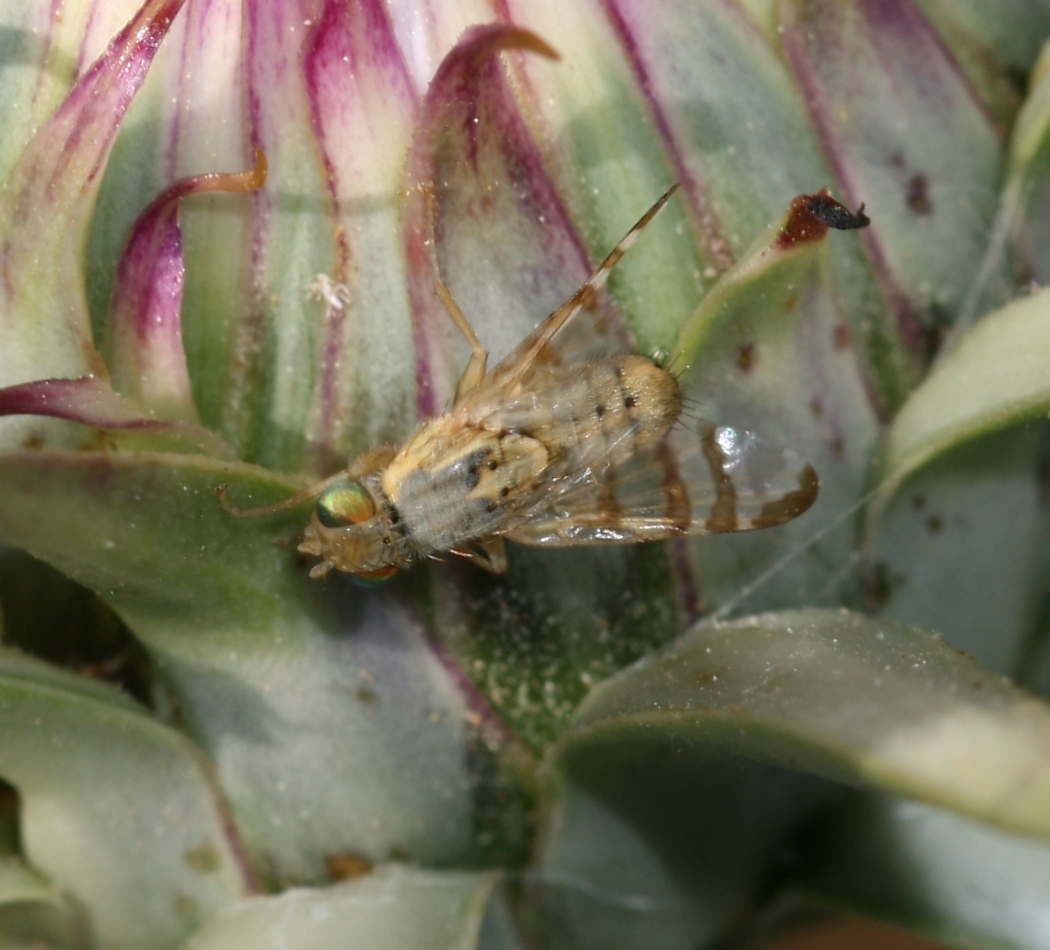
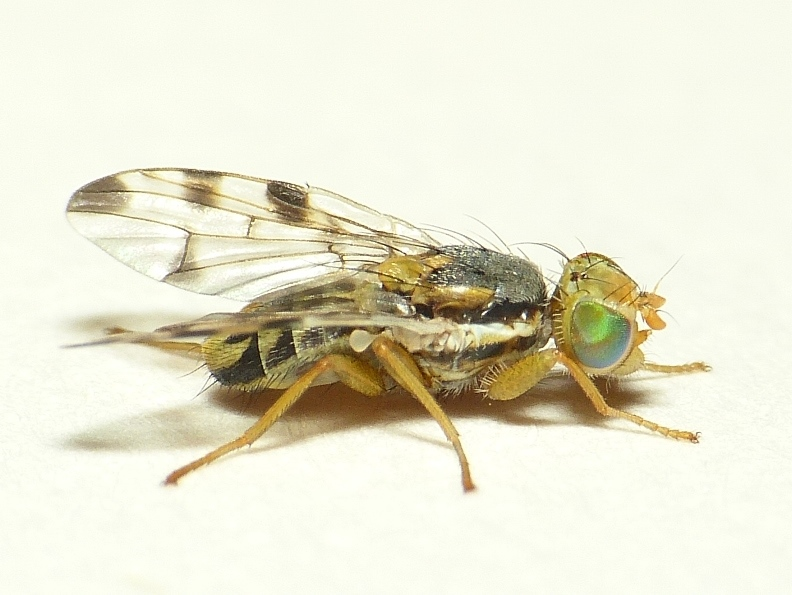
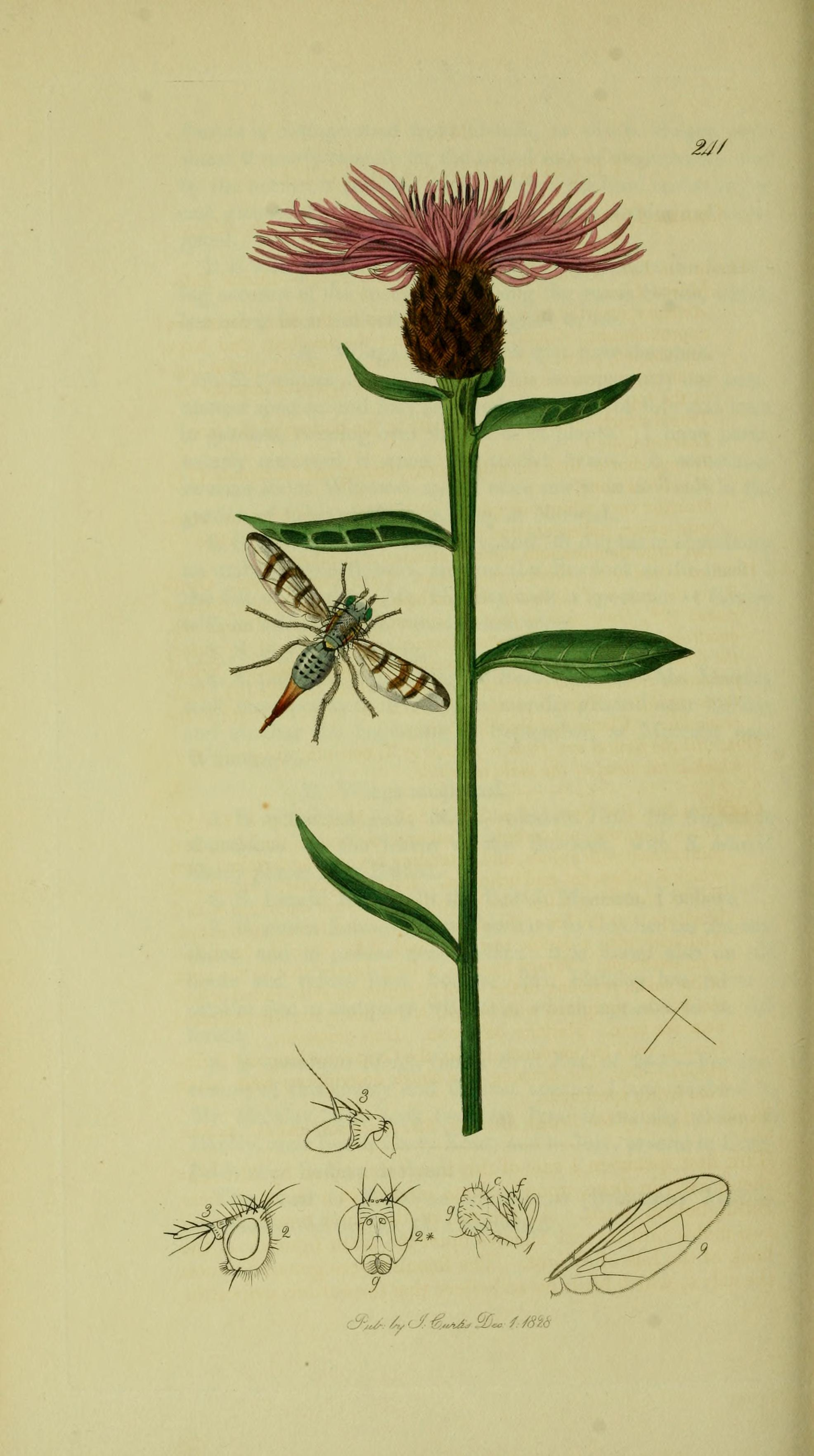
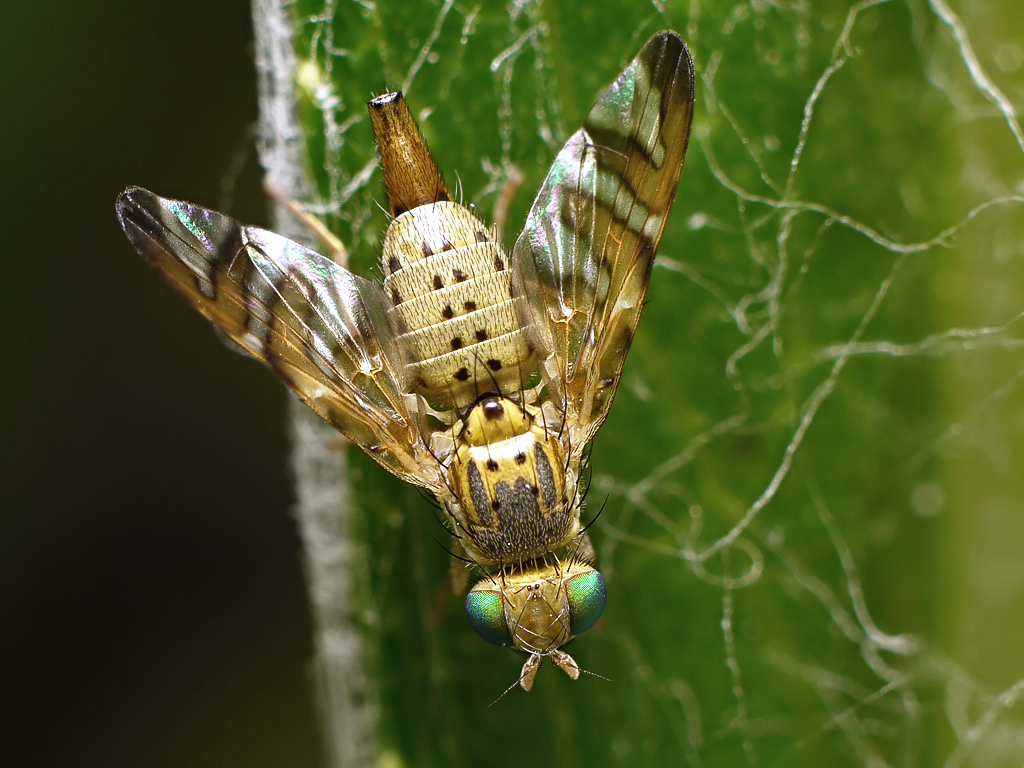
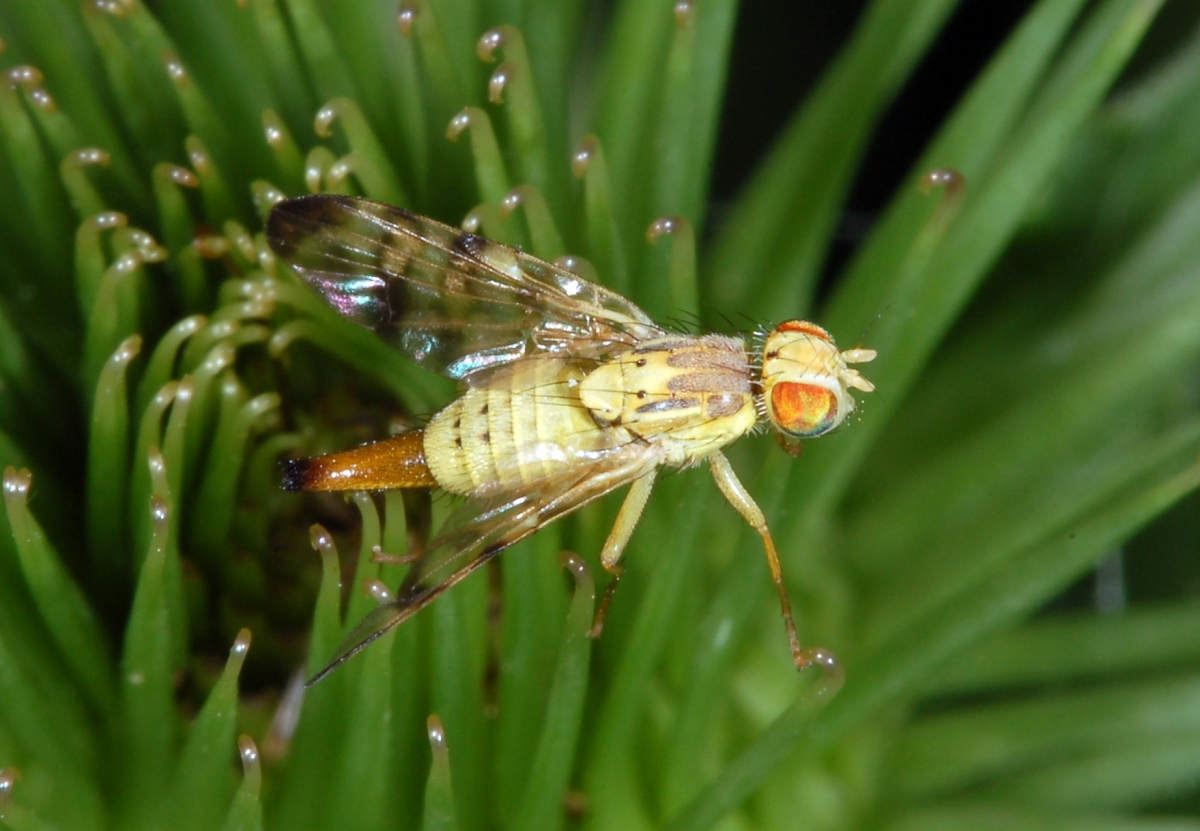
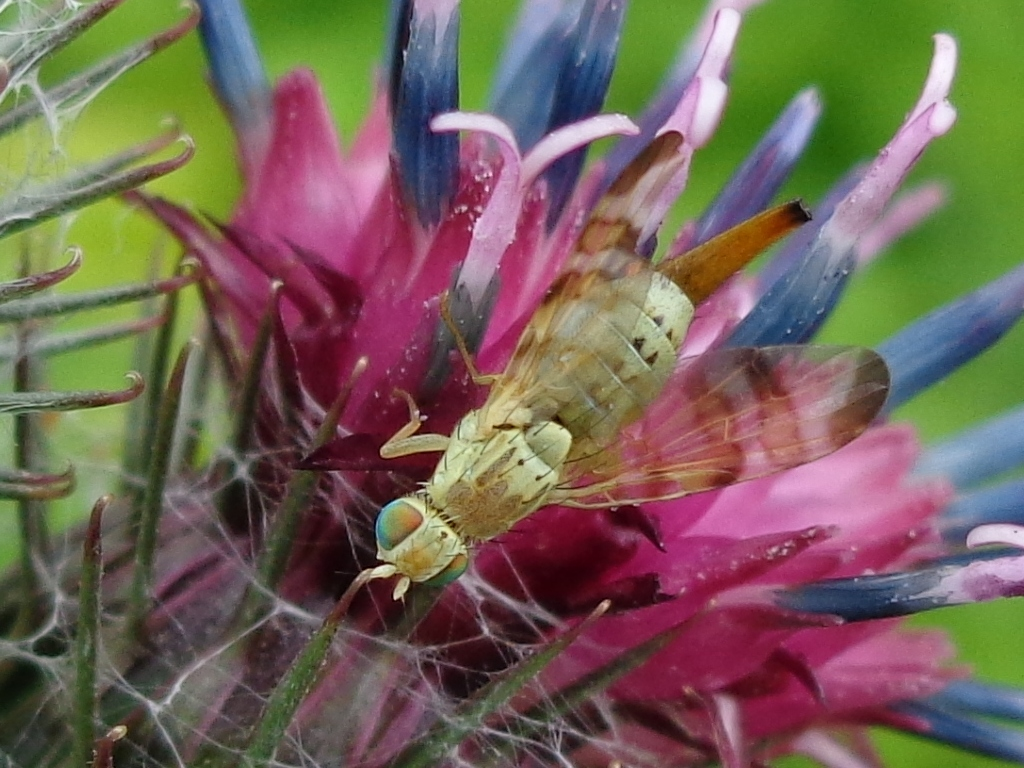

## Dottertaxa tillTerellia, i alfabetisk ordning[1][2]
- Terellia amberboae
- Terellia apicalis
- Terellia armeniaca
- Terellia blanda
- Terellia bushi
- Terellia caerulea
- Terellia ceratocera
- Terellia clarissima
- Terellia colon
- Terellia cyanoides
- Terellia cynarae
- Terellia deserta
- Terellia dubia
- Terellia ermolenkoi
- Terellia euura
- Terellia fuscicornis
- Terellia gynaecochroma
- Terellia immaculata
- Terellia latigenalis
- Terellia longicauda
- Terellia luteola
- Terellia maculicauda
- Terellia matrix
- Terellia megalopyge
- Terellia montana
- Terellia nigripalpis
- Terellia nigronota
- Terellia oasis
- Terellia occidentalis
- Terellia odontolophi
- Terellia orheana
- Terellia oriunda
- Terellia palposa
- Terellia plagiata
- Terellia popovi
- Terellia pseudovirens
- Terellia quadratula
- Terellia rhapontici
- Terellia ruficauda
- Terellia sabroskyi
- Terellia sarolensis
- Terellia serratulae
- Terellia setifera
- Terellia tarbinskiorum
- Terellia tribulicola
- Terellia tristicta
- Terellia tussilaginis
- Terellia uncinata
- Terellia vectensis
- Terellia vicina
- Terellia vilis
- Terellia winthemi
- Terellia virens
- Terellia virpana
- Terellia volgensis
- Terellia zerovae